# Portacomaro
Portacomaro là một đô thị ở tỉnh Asti vùng Piedmont thuộc Ý, nằm ở vị trí cách khoảng 45 km về phía đông nam của Torino và khoảng 7 km về phía đông bắc của Asti. Tại thời điểm ngày 31 tháng 12 năm 2004, đô thị này có dân số 1.976 người và diện tích là 10,9 km².
Portacomaro giáp các đô thị: Asti, Calliano, Castagnole Monferrato và Scurzolengo.